# Fatema Nedham
Fatema Nedham, née le 26 janvier 1967, est une athlète handisport bahreïnie, spécialiste du lancer du poids, championne paralympique aux Jeux paralympiques d'été de 2016 à Rio en catégorie F53.